# William Jacob Hays
Pour les articles homonymes, voir Hays.

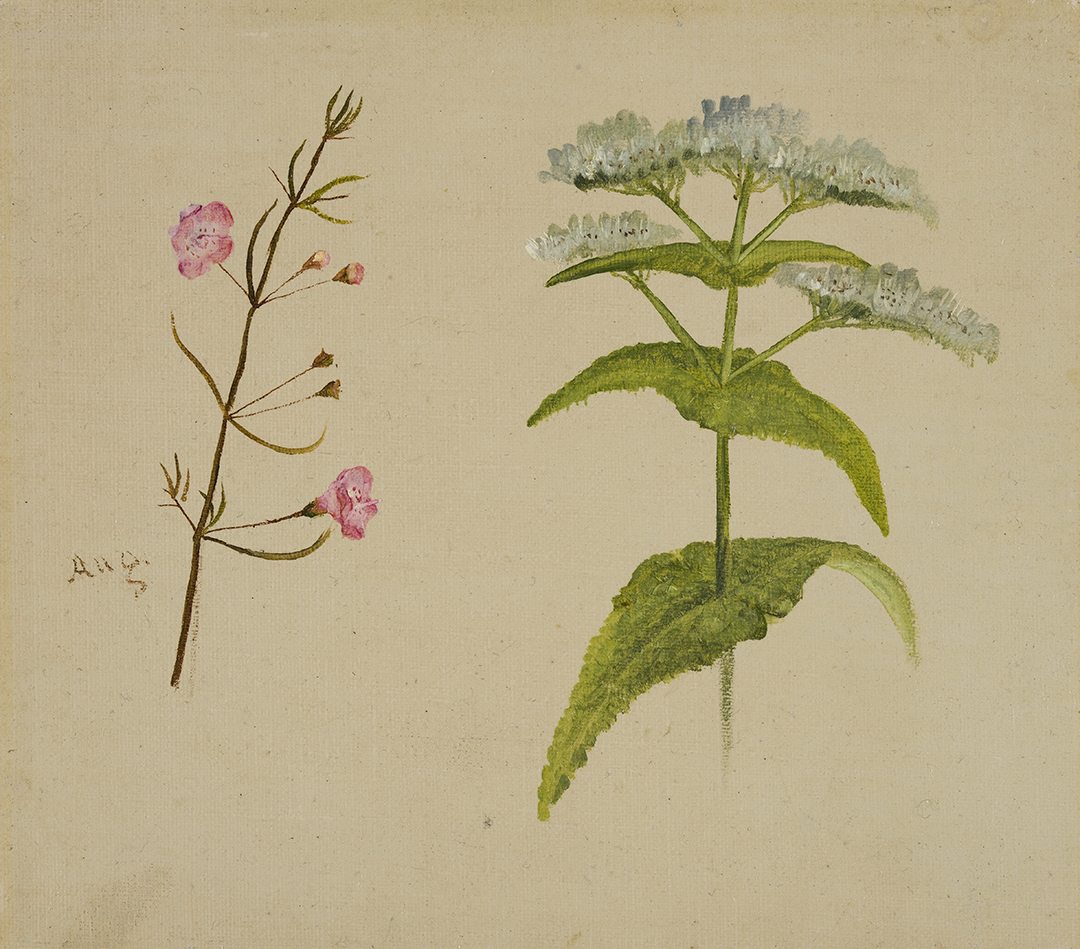
"Deux fleurs sauvages (Gerardia Eupatorium)" par William Jacob Hays

William Jacob Hays (né en 1830 à New York, mort en 1875 à New York) est un peintre américain du XIXe siècle.

## Biographie
Vers 1860, il peint des troupeaux de bisons américains dans le Missouri. Sur ce tableau, selon un critique, un crâne d'animal mort "transfigure un tableau apparemment animalier en une méditation sur le cycle de vie, et anticipe la disparition des grands troupeaux à la fin du XIXe siècle".

## Note
1. ↑  Le Monde, 27 décembre 2007, page 18.